# Diomedeoididae
A Diomedeoididae a madarak (Aves) osztályának és a viharmadár-alakúak (Procellariiformes) rendjének egyik fosszilis családja.

## Tudnivalók
A Diomedeoididae-fajok ember előtti időkből származó tengeri madarak. Az eddig felfedezett három faj a kora oligocén és kora miocén között éltek. Alakjukból ítélve közeli rokonságban állhattak a mai albatroszfélékkel (Diomedeidae) és viharmadárfélékkel (Procellariidae). A csőrük keskeny; a lábfejeik, főleg a negyedik ujjaknál eléggé szélesek voltak.
A családba eddig csak 1 madárnem, a Diomedeoides (taxonnév, mely van Beneden, 1871 szerint a Rupelornis fiatal szinonimája) és 3 faj tartozik. A családon belüli pontosabb rendszerezés szempontjából, további kutatások kellenek.
- Diomedeoides  Fischer, 1985
  - Diomedeoides brodkorbi - Közép-Európa, Németország
  - Diomedeoides lipsiensis - Közép-Európa
  - Diomedeoides babaheydariensis - Irán

## Fordítás
- Ez a szócikk részben vagy egészben  a   Diomedeoididae című angol Wikipédia-szócikk ezen változatának fordításán alapul.  Az eredeti cikk szerkesztőit annak laptörténete sorolja fel. Ez a jelzés csupán a megfogalmazás eredetét és a szerzői jogokat jelzi, nem szolgál a cikkben szereplő információk forrásmegjelöléseként.